# Dendrobium wolterianum
Dendrobium wolterianum är en orkidéart som beskrevs av Rudolf Schlechter. Dendrobium wolterianum ingår i släktet Dendrobium och familjen orkidéer. Inga underarter finns listade i Catalogue of Life.